# Guido von Mengden
Guido von Mengden (* 13. November 1896 in Düren; † 4. Mai 1982 in Göttingen) war ein deutscher Sportfunktionär.
Seine Rolle unter den Nationalsozialisten ist umstritten. Der Historiker Hajo Bernett bezeichnet ihn als einen der Hauptschuldigen für die Politisierung des deutschen Sports im „Dritten Reich“. Andere glauben jedoch, dass ihm in jener Zeit die Erhaltung der deutschen Sportvereine zu verdanken sei. Für seine Arbeit nach 1950 wird er als geistiger Vater vieler Sportprogramme angesehen, und Carl Diem nennt ihn „einen der bedeutendsten Sportführer Europas“.

## Leben
Guido von Mengden wurde 1896 in Düren geboren und entstammt einem alten Adelsgeschlecht aus Westfalen. In seiner Jugend spielte Mengden Fußball beim Bonner FV. 1914 bestand er die Reifeprüfung an einem humanistischen Gymnasium in Bonn und meldete sich freiwillig zum Kriegsdienst. Nach einer schweren Verwundung im Juni 1916 vor Verdun wurde er aus der Armee entlassen und begann 1917 das Studium der Geodäsie an der Universität Bonn. Von 1919 bis 1924 übte er seinen Beruf als Landmesser aus.
1924 wechselte von Mengden den Beruf und wurde Journalist. Er redigierte beim Rheydter Tageblatt die Ressorts Kunst und Sport. 1925 wurde er Geschäftsführer beim Westdeutschen Spielverband und Schriftleiter des Verbandsorgans „Fußball und Leichtathletik“. 1928 nahm er als Pressevertreter an den Olympischen Sommerspielen in Amsterdam teil. In der Weltwirtschaftskrise war er arbeitslos und lebte als Wandersportlehrer von Einführung und Vermittlung von unterschiedlichen Sportarten, z. B. Hockey.
Zum 1. Mai 1933 trat er in die NSDAP ein (Mitgliedsnummer 2.034.614). Im Juni 1933 ging er als Pressewart (Presse- und Jugendreferat) beim Deutschen Fußball-Bund nach Berlin. Ab 1935 war er Pressereferent beim Deutschen Reichsbund für Leibesübungen (DRL, ab 1938 NSRL), und 1936 wurde er zum Generalreferenten des Reichssportführers. Zu dieser Zeit war er Hauptschriftleiter des „NS-Sport“, dem offiziellen Organ des NSRL. Seit 1941 war er in der SA Obersturmbannführer.
Bei Kriegsende wurde er zum Volkssturm eingezogen und später in der Sowjetischen Besatzungszone als Landvermesser bei der Bodenreform eingesetzt. 1948 siedelte er nach Krefeld um, wo er Geschäftsführer des CSV 1910 Krefeld wurde und im März 1949 vom Krefelder Entnazifizierungsausschuss als Mitläufer eingestuft wurde.
1951 wurde er Geschäftsführer der Deutschen Olympischen Gesellschaft und von 1954 bis 31. Dezember 1963 Hauptgeschäftsführer des Deutschen Sportbundes. Im Ruhestand war er weiter in dessen Wissenschaftlichem Beirat tätig. 1964 war er Hauptschriftleiter des Standardwerks der Olympischen Winterspiele 1964 in Innsbruck und Olympischen Sommerspiele 1964 in Tokio. Später wirkte er als Berater für die Olympischen Sommerspiele 1972 in München, eine Funktion, die er bereits bei den Olympischen Sommerspielen 1936 innegehabt hatte.

## Bibliographie
- Umgang mit der Geschichte und mit Menschen. Ein Beitrag zur Geschichte die Machtübernahme im deutschen Sport durch die NSDAP. Verlag Bartels & Wernitz, Berlin/München/Frankfurt am Main 1980, ISBN 3-87039-013-1